# Qinna
Qinna (擒拿 afferrare e tenere) è un termine delle arti marziali cinesi che indica l'insieme di tecniche di presa e di controllo delle articolazioni, di colpi e di lussazioni.
Lungo il corso dei secoli si sono sommate numerosissime tecniche: le leve articolari (拿骨 Nagu), le prese alla gola, le prese ai muscoli ed ai tendini (拿筋 Najin) e la pressione dei punti vitali (拿穴 Naxue) o Dianxue (点穴).
Alcuni stili come l'Yingzhaoquan ed il Baguazhang sono particolarmente specializzati in queste tecniche.
L'utilizzo dei Qinna da parte dei corpi di polizia e dell'esercito ha contribuito a farne oggi una disciplina indipendente.
Particolarmente famoso per le sue conoscenze in questo campo fu il maestro Han Qingtang.